# René Truhaut
René Truhaut (Pouzauges, 23 maggio 1909 – Parigi, 10 maggio 1994) è stato un docente francese.
È stato professore di Tossicologia all'Università di Parigi, Facoltà di Medicina.
È conosciuto soprattutto per avere contribuito a definire il concetto di dose giornaliera (1956) e per avere coniato nel 1969 il termine Ecotossicologia  riferendolo alla "branca della tossicologia che tratta degli effetti diretti o indiretti di sostanze naturali e di contaminanti artificiali sugli organismi viventi".